# Monolepta yama
Monolepta yama es una especie de insecto coleóptero de la familia Chrysomelidae.
Fue descrita científicamente en 1965 por Gressitt & Kimoto.